# Sir Albert F. Peiries Stadium
Sir Albert F. Peiries Stadium – wielofunkcyjny stadion w mieście Wennappuwa na Sri Lance. Jest obecnie używany głównie dla meczów piłki nożnej i zawodów lekkoatletycznych. Swoje mecze rozgrywa na nim New Young's SC. Stadion może pomieścić 5 000 widzów.